# Bibio longipalpus
Bibio longipalpus är en tvåvingeart som beskrevs av Yang och Cheng 1997. Bibio longipalpus ingår i släktet Bibio och familjen hårmyggor. Inga underarter finns listade i Catalogue of Life.